# Ben Tzion Meir Hai Uziel
Ben Tzion Meir Hai Uziel  (în ebraică:בן ציון מאיר חי עוזיאל, n.23 mai 1880-
d.4 septembrie 1953) a fost un rabin israelian, născut la Ierusalim, care a îndeplinit funcția de Șef Rabin sefard al Palestinei mandatare între anii 1939-1948  și de Șef Rabin sefard al Israelului între anii 1948-1953.

## Biografie

### Copilărie și tinerețe
Ben Tzion Meir Hai Uziel s-a născut în anul 1880 la Ierusalim, în vremea stăpânirii otomane. Tatăl său, rabinul Yosef Rafael Uziel, era conducătorul Tribunalului rabinic (Av Beit Din) al comunității sefarde din Ierusalim și președinte al consiliului comunității sefarde din oraș. 
Pentru un timp a învățat la rabinul Yahia Tzarum, conducătorul Tribunalului rabinic (Beyt Din) al comunității evreilor iemeniți din Ierusalim.  Apoi a studiat la școala Talmud Tora "Doresh Tzion", iar la vârsta de 12 ani a fost admis la ieșiva cabalistică Tiferet Yerushalaiym . Acolo a fost elevul rabinilor Menahem Bakhar Itzhak  și Ben Tzion Avraham Kuenka 
S-a căsătorit la vârsta de 13 ani. La 14 ani a devenit orfan de tată. Fiind cel mai mare dintre fii i s-a încredințat datoria de a întreține familia și a fost nevoit să-și împartă timpul între munca de măcelar ritual (shokhét) și învățătură.
I-a fost mentor rabinul Yaakov Shaul Eliyashar, care era cunoscut, după obiceiul lumii rabinice, și sub numele cărții de seamă pe care a scris-o, „Isa Brakha" („Va rosti o binecuvântare”) și era un respectat autor de sentințe (possék) , predicator (darshan) , poet liturgic (paytan), cunoscător de limbi și reprezentant al evreilor pe lângă sultanul otoman. Din când în când rabinul Eliyashar l-a însărcinat cu scrierea de response în spiritul legii iudaice - Halakhá. Sub influența cărților rabinului Yehuda Alkalai  tânărul rabin Uziel a devenit și un adept convins în vorbe și fapte al sionismului politic religios. 
La 20 ani rabinul Uziel a devenit profesor la ieșiva ]n care a studiat, Tiferet Yerushalaiym, iar mai tarziu a fondat el însuși o noua ieșivă - numita Mahzikey Torá, destinată tinerilor evrei sefarzi. Fiind experimentat în domeniul  tăierii rituale iudaice (shkhitá) a acceptat, la cererea tribunalului rabinic, funcția de măcelar și inspector (Shohet uvodék = Shub) al abatorului orășenesc.

### Rabinul evreilor sefarzi din Jaffa 1911-1921
În anul 1911 Comunitatea sefardă din Jaffa, a cerut autorităților otomane dreptul de a avea un rabin propriu - haham bașa - separat de rabinatul așkenaz al localității care era asigurat de rabinul Avraham Itzhak Hakohen Kook.
Până atunci funcționa în Palestina  un singur rabin de rit sefard, haham bașa al „obștei vechi” din Ierusalim.
Locuitorii sefarzi din obștea cea nouă, care locuiau mai ales la Jaffa, au simțit nevoia de a beneficia de serviciile unei personalități rabinice locale care să poată să-i reprezinte în fața stăpânirii turcești. Legea otomană stabilea că numai un supus otoman, dintr-o familie de evrei care trăiește de cel puțin trei generații în țară, poate fi numit haham bașa. Ei l-au ales pe rabinul Uziel, care îndeplinea condițiile necesare, și care, astfel, la vârsta de 31 ani, cu sprijinul rabinului Kook, a fost numit haham bașa al Jaffei.
Rabinul Uziel a contribuit mult la propășirea obștei sefarde din oraș. S-a bucurat de încrederea administrației otomane, a înființat o școală primară traditională Talmud Torá numită „Shaarey Tzion” (Porțile Sionului) și a oferit lecții permanente. Din inițiativa sa au luat ființă la Jaffa cartierele evreiești Shevet Ahim și Mishkenot Israel. Ca delegat al evreilor a făcut parte din Consiliul districtual Jaffa, alături de cadiul musulman și șefii cultelor creștine.
În anii Primului Război Mondial rabinul a fost deportat de turci la Damasc din cauza activității sale publice și a protestelor sale împotriva persecuțiilor antievreiești. Evreii din Jaffa au fost și ei exilați în Egipt și în alte locuri din Palestina. Totuși i s-a permis să revină în țară încă înaintea sosirii armatei britanice.
După război, în 1919 a fost ales președinte al mișcării sioniste religioase „HaMizrahi” din Palestina și a reprezentat-o la Conferința mondială Hamizrahi de la Amsterdam.

### Rabin la Salonic 1921-1923
În 1921 cand rabinul șef al Salonicului, Yaakov Meir a fost ales rabin sefard (Rishon Letzion) al Palestinei, Ben Tzion Meir Hai Uziel a fost ales în locul său rabin al celor șaizeci de mii de evrei din Salonic. A pus condiția ca învățământul evreiesc în oraș să se afle sub supravegherea sa, sefii comunitatii sa -l asiste in păstrarea odihnei generale de Sâmbătă, să i se permită să difuzeze învățătura religioasă sionistă și limba ebraică și să încurajeze emigrarea evreilor spre Palestina, Țara Israelului.În timpul său au fost deschise în Salonic noi   
școli religioase de diverse niveluri, el personal opunându-se școlilor laice. A chemat tineretul evreiesc din oraș să emigreze în Palestina.   

### Rabin sefard al Tel Avivului 1923-1939
În 1923 s-a întors din Grecia și a fost ales șef rabin sefard al orașului Tel Aviv. Sediul său a fost sinagoga   sefardă Ohel Moed din Tel Aviv, care s-a construit în acea perioadă. În primii ani i-a fost secretar personal rabinul Shlomo Zalkind Landers. În 1936 a publicat Uziel primul  volum din cartea sa Mishpetey Uziel (Sentințele lui Uziel)
În anul 1939 a participat la demonstrațiile de protest împotriva Cărții Albe a guvernului britanic, dar când în septembrie a izbucnit Al Doilea Război Mondial a chemat  tineretul evreiesc palestinian să se înroleze la lupta împotriva Germaniei naziste și a aliaților ei.  

### Rishon letzion - Șef rabin sefard al Țării Israelului
La sfârșitul anului 1936, când rabinul șef Yaakov Meir se îmbolnăvise, Uziel a fost ales la propunerea acestuia, sef rabin adjunct al evreilor de rit sefard și oriental din Palestina.s
Dupa moartea rabinului Yaakov Meir a fost ales la Ierusalim ca Rishon Letzion, (Primul din Sion), adică șef rabin sefard al Palestinei. Înainte de înscăunare s-a rugat la Zidul de apus („Zidul plângerii”) . Ceremonia de instalare a avut loc la Sinagoga Rabban Yohanan Ben Zakai din orașul vechi al Ierusalimului, în prezența șef rabinului așkenaz  Itzhak Halevi Herzog. 
Uziel a fost membru în Adunarea reprezentanților a evreilor din Palestina și in Comitetul Național Evreiesc și a participat ca delegat la ședința de constituire a Agenției Evreiești (Sohnut). A reprezentat adesea comunitatea evreiască în fața guvernului mandatar britanic. A întemeiat ieșiva Shaar Tzion din Ierusalim si a scris adesea in presa evreiasca din Palestina articole pe teme religioase, comunale și naționale, precum și sentințe și articole de filozofie iudaică. 
Rabinul Uziel a susținut îmbunătățirea relațiilor dintre populația arabă, pe de o parte, și noul Stat Israel și evrei, pe de altă parte, și a crezut în cauza realizării păcii și armoniei între cele două părți.  
Cu două zile înainte de a muri și-a dictat testamentul.

### Concepția despre viață
Rabinul Uziel s-a opus ideologiei izolaționiste a unor părți însemnate din publicul ultrareligios (haredit) israelian, spunând: Ar fi inacceptabil și primejdios ca evreii religioși să spună "Să stăm de-o parte și să privim evenimentele de la distanță, să ne propunem ca noi și familiile noastre să-l servească pe Dumnezeu"
De asemenea s-a opus impunerii cu forța a legilor religiei, mai ales prin mijlocirea statului,
A avut o vedere religioasă globală despre lume și considera că religia iudaică are un mesaj pentru întreaga lume și că scopul iudaismului este de a-i face pe oameni sa trăiască, să muncească și să se clădeasca, a îmbunătăți lumea și viața omenirii, să o ridice spre cele mai înalte culmi ale perfecțiunii și împlinirii.
A susținut necesitatea cunoștințelor generale, și mai ales științifice, inclusiv punerea la curent cu cele mai actuale descoperiri științifice.
A îndemnat studenții de ieșive să nu trăiască din pomeni, ci să se întrețină din muncă. S-a opus amânării serviciului lor militar.
Filozofia sa personală era de a uni oamenii și nu de a-i diviza. S-a străduit să reducă tensiunile dintre evreii așkenazi, iemeniți, sefarzi etc.

### Din sentințele lui religioase
n cursul carierei sale, rabinul Uziel a emis numeroase sentințe halahice, ca de exemplu:   
- persoanele convertite la iudaism (gherim) trebuie acceptate chiar dacă suntem siguri că nu vor observa toate poruncile religioase.[2]
- a considerat permise autopsiile, chiar și în scopul studiului medicinei. Nu a avut în vedere deosebiri între evrei și neevrei în ce privește autopsiile.[3] *
- În domeniul restricțiilor alimentației rituale, a decis că apa care curge dintr-un robinet de bucătărie poate fi  considerată drept  „kli sheni” (alt vas) și de aceea teoretic, vesela pentru produse de carne și cea pentru produse lactate poate fi spălată cu apă caldă în aceeași chiuvetă